# 卓孝復
卓孝复（1855年—1930年），原名凌云，字芝南，号毅斋，晚号巴园老人，福建闽县人，清朝政治人物、進士出身。
光緒二十一年（1895年），登進士，同年五月，以主事分部学习；官刑部主事，升任杭州府知府，兼浙江省发审局总办，又任浙江省巡警局总办、岳常丰道。子卓宣謀，媳聂其純，亲家聂緝槼。